# Серра-да-Ештрела (сир)
Серра-да-Ештрела (Queijo Serra da Estrela) — сорт сиру, який виробляють в області Серра-да-Ештрела, в Португалії. При виготовленні цього сиру дотримуються дуже строгих правил, і область його виробництва обмежена муніципалітетами Нелаш, Мангуалде, Селоріку-да-Бейра, Тондела, Говейя, Пеналва-ду-Каштелу, Форнуш-де-Алгодреш, Каррегал-ду-Сал і т. д.
Цей сорт сиру виготовляють з овечого молока з листопада по березень. Сир дозріває, принаймні, тридцять днів. У міру дозрівання він стає більш м'яким і густим.